# ONE 158
ONE 158: Tawanchai vs. Larsen fue un evento de deportes de combate producido por ONE Championship llevado a cabo el 3 de junio de 2022, en el Singapore Indoor Stadium en Kallang, Singapur.

## Historia
Una pelea por el Campeonato de Peso Paja de ONE entre el actual campeón Joshua Pacio y el contendiente #1 Jarred Brooks estaba programada para encabezar el evento. Sin embargo, la pelea fue cancelada debido a "conflictos de calendario" y fue reprogramada para ONE 164.
Una pelea de Muay Thai de Peso Pluma entre Tawanchai P.K.Saenchai y Niclas Larsen fue promovida desde el evento coestelar al evento estelear.
Una pelea de peso gallo entre Kwon Won Il y Fabricio Andrade se llevó a cabo en el evento para determinar quien sería el próximo retador titular.
Una pelea de Kickboxing de peso pesado entre Rade Opačić y Guto Inocente se llevó a cabo en el evento. El par estaba previamente programado para ONE 157, pero la pelea fue trasladada para este evento cuando Inocente dio positivo por COVID-19.

## Bonificaciones
Los siguientes peleadores recibierons bonos de $50.000:
- Actuación de la Noche: Alex Silva, Fabricio Andrade y Tawanchai P.K.Saenchai